# فرجة (تشريح)
في علم التشريح، الفرجة هي شق طبيعي في البنية.
تشمل الأمثلة:
- الفرجة المريئية: فتحة في الحجاب الحاجز يمر من خلالها المريء من الزور إلى البطن
- فرجة العصب الصخري الكبير
- فرجة الفك العلوي
- الفرجة العجزية
- الفرجة الهلالية
- فرجة العضلة المقربة